# Timotheus Lütkemann
Timotheus Lütkemann, född 1671 i Malchin, död 15 oktober 1738 i Stralsund, var en tysk präst och generalsuperintendent. Han var far till Gabriel Thimotheus Lütkemann.

## Biografi
Timotheus Lütkemann var son till prosten Samuel Lütkemann. Han blev student vid Rostocks universitet 1658 och studerade sedan i Wittenberg och Helmstedt. 1694 kom han till Greifswald och blev där magister. Han var sedan en tid docent i filosofie i Rostock. Efter faderns död övertog han 1698 efter kallelse dennes ämbete som kyrkoherde i Malchin, vilken befattning han dock lämnade året därpå för att bli kyrkoherde i Tönningen. Han utnämndes 1704 till hovpredikant i Gottorp och till assessor i överkonsistoriet där. 1706 kom att till Stockholm som pastor för Tyska församlingen. 1710 blev han pastor primarius och gjorde sig som sådan känd för sin lärdom. Bland annat höll han från 1725 teologiska föreläsningar på Riddarhuset. 1730 blev han teologie doktor vid Greifswalds universitet och 1731 överhovpredikant hos Fredrik I. Från 1733 var han generalsuperintendent och akademiprokansler i Greifswald.